# Sylvio Catorstadion
Het Sylvio Catorstadion (Frans: Stade Sylvio Cator) is een multifunctioneel stadion in de Haïtiaanse hoofdstad Port-au-Prince. Het wordt tegenwoordig vooral gebruikt voor voetbalwedstrijden. Het stadion heeft capaciteit voor 30.000 personen, er zijn plannen voor uitbreiding.
Het stadion is genoemd naar de Olympische medaillewinnaar Silvio Cator. Cator was zelf burgemeester van Port-au-Prince toen het stadion in de planningsfase was. Toen hij in 1952 overleed, besloot men het stadion naar hem te noemen.
Het Sylvio Catorstadion geldt als Nationaal Stadion. Het Haïtiaans voetbalelftal werkt hier de meeste thuiswedstrijden af.